# Сигалов, Эммануил Евсеевич
Эммануи́л Евсе́евич Сига́лов (10 ноября 1908 — 31 января 2001) — учёный в области железобетонных конструкций, лауреат Государственной премии СССР (1981).
После окончания строительной профессионально-технической школы (1925) работал в должностях чертежника, десятника, техника в строительных организациях Москвы. В 1935 году без отрыва от производства окончил Строительный институт Моссовета (будущий МИСИ) и по совместительству стал там преподавать на кафедре инженерных конструкций.
С 1932 года работал в инженерных должностях в проектных и строительных организациях. Участвовал в проектировании промышленных предприятий в Барнауле, Сталинабаде, Кайсери и Назилли (Турция) и других. При проектировании многоэтажных ткацких фабрик разработал метод расчета рам на колебания от динамических воздействий ткацких станков, который был учтён в нормативных документах: «Рекомендации по расчету зданий на сейсмические воздействия» и «Рекомендации по расчету многоэтажных промышленных зданий на динамические воздействия».
Участник Великой Отечественной войны, инженер-майор саперных войск (Ленинградский фронт). Награждён орденом Отечественной войны I степени, двумя орденами Красной Звезды и многими медалями.
В 1948 году избран по конкурсу на должность доцента и перешел в МИСИ на постоянную работу. В 1952 году защитил кандидатскую диссертацию, в 1953 году утверждён в звании доцента, в 1974 году присвоено звание профессора.
Разработал теорию расчета и определения динамических характеристик многоэтажных зданий. Установил влияние податливости стыков сборных элементов, фундаментов колонн и вертикальных диафрагм, изучил влияние изгиба перекрытий в своей плоскости на пространственную работу здания.
Соавтор учебника для вузов «Железобетонные конструкции. Общий курс», который издан на многих иностранных языках: английском (четыре издания), испанском (два издания), французском, португальском, арабском. Учебник — «Железобетонные конструкции» для строительных техникумов выдержал два издания и был издан на английском (два издания) и арабском языках, опубликован в США.
Государственная премия 1981 года (вместе с В. Н. Байковым) — за учебник «Железобетонные конструкции. Общий курс» (1978, 3-е издание).
Сочинения:
- Железобетонные конструкции : Общий курс Учебник для вузов / Виталий Николаевич Байков, Эммануил Евсеевич Сигалов . — 5-е изд., перераб. и доп . — М.: Стройиздат, 1991 . — 768 с. : ил., табл. — (Учебное пособие) . — ISBN 5-274-01528-X : 3.60 .